# Jean Edmond Lafargue
Jean Edmond Lafargue (* 7. März 1823 in Hamburg; † 9. Juni 1871 ebenda) war ein deutscher Kaufmann.

## Leben
Lafargue gründete 1858 in Hamburg gemeinsam mit Daniel Hälssen das Handelshaus Lafargue Hälssen & Co. Die Firma wurde 1867 liquidiert und Lafargue errichtete ein eigenes Handelsunternehmen unter der Firma E. Lafargue.
Er war von 1864 bis 1871 Steuerschätzungsbürger. Lafargue gehörte der Hamburger Konstituante an und war von 1859 bis 1865 Mitglied der Hamburgischen Bürgerschaft. Dort war er 1864 und 1865 Schriftführer.